# Nunatak Mezhgornyj
Nunatak Mezhgornyj är en nunatak i Antarktis. Den ligger i Östantarktis. Argentina och Storbritannien gör anspråk på området. Toppen på Nunatak Mezhgornyj är 535 meter över havet.
Terrängen runt Nunatak Mezhgornyj är platt åt nordost, men åt sydväst är den kuperad. Trakten är obefolkad. Det finns inga samhällen i närheten.